# Limosnero

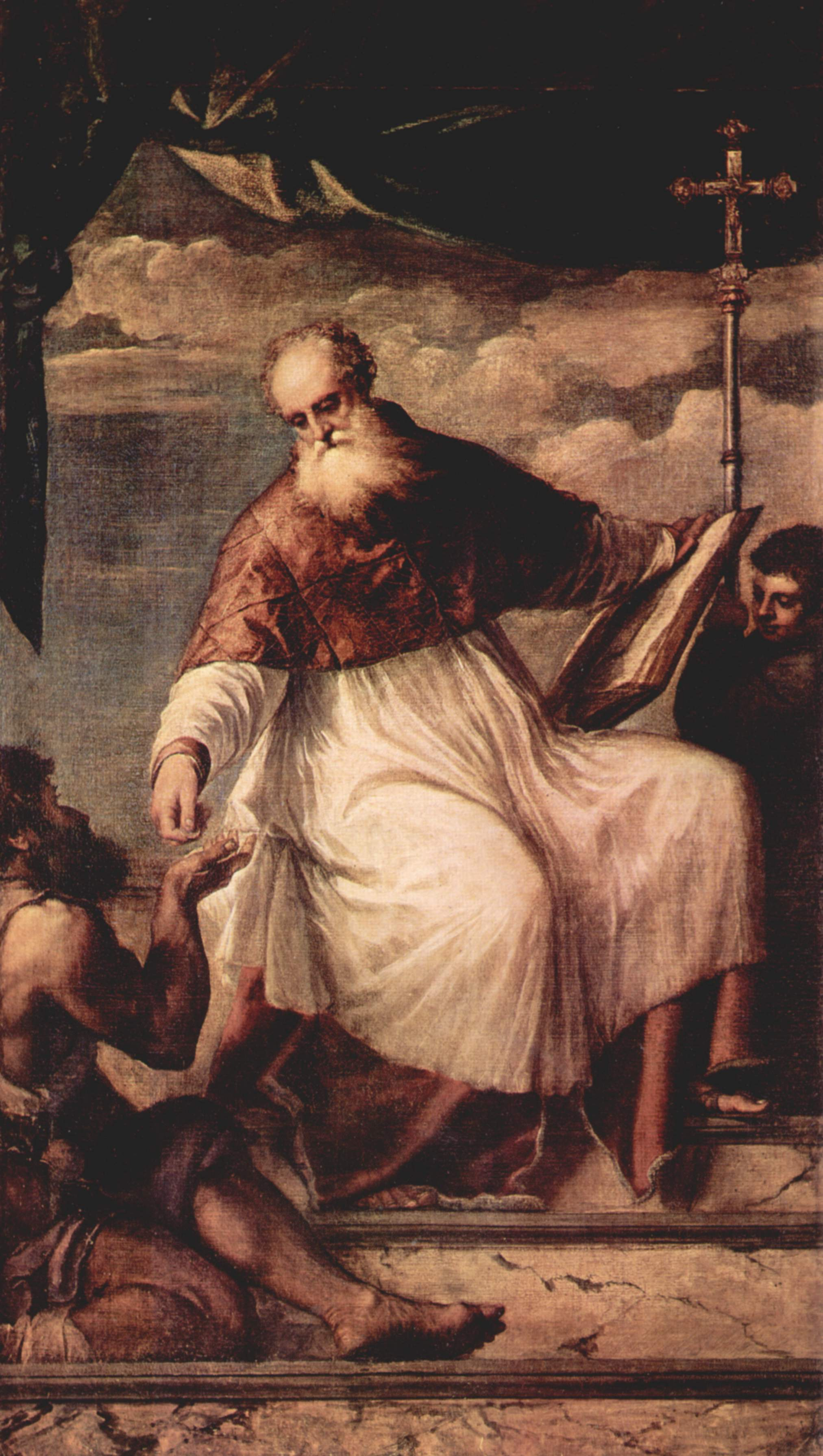
San Juan el Limosnero por Tiziano, ca. 1545

Limosnero es tanto el que da limosna como el que la recoge y distribuye y el que la recibe (pobre, mendigo o pordiosero). También la bolsa donde se guarda.
En algunas comunidades religiosas había un oficio claustral llamado limosnería, ejercido por un limosnero. En España los procapellanes del rey han ejercido también la limosnería.
El titular del oficio claustral de la limosnería tiene a su cuidado dar limosnas a los pobres de las rentas afectadas con este objeto.

## Historia

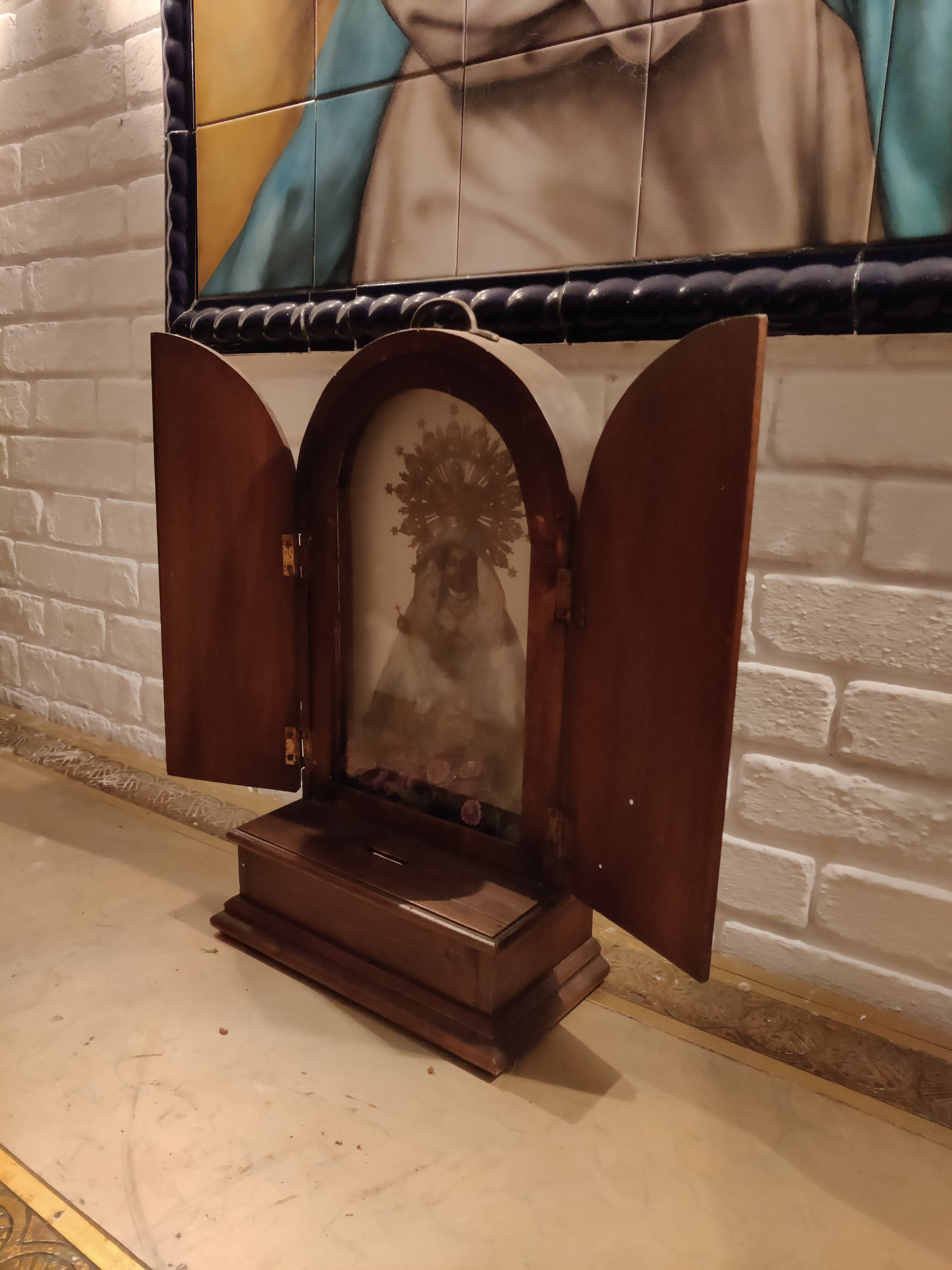
Mueble para pedir limosna

Los monjes de los primeros tiempos daban a los pobres no solo lo que recibían de los fieles, sino también el precio de su trabajo. El estado religioso, incompatible con las posesiones y con las riquezas, ha hecho siempre, independientemente de los cánones, una ley de esta costumbre a los sucesores de estos monjes cuando tienen más de lo que necesitan. Se la ha seguido en los monasterios de San Benito, y se ha hecho en ellos también el objeto de este oficio claustral cuyo titular estaba obligado a distribuir las limosnas a los pobres. Este cargo llegó a ser a consecuencia de la relajación, beneficio, como todos los demás. Mas en las congregaciones reformadas se han suprimido las limosnerías para reunir su renta a la mesa conventual.
Se daban otras veces en Francia, como en los demás reinos, limosnas en las puertas de la mayor parte de las abadías. Había para esto unos fondos reservados. El abad que tenía su administración, daba cierta suma a los religiosos o al limosnero del monasterio para distribuirla a los pobres. Mas como estas limosnas en las puertas de las abadías servían de pretexto a cuadrillas de vagabundos y gentes sin profesión, muchos decretos del consejo habían prohibido la distribución de estas limosnas en las puertas de estas abadías y habían ordenado que los fondos o sumas destinadas a estas limosnas serían dadas a los hospitales de las ciudades más cercanas de las abadías para alimentar a los pobres de los lugares. Estas limosnas distribuidas a los pobres o dadas a los hospitales para socorrerlos han cesado con la destrucción de las abadías.

## Santos limosneros

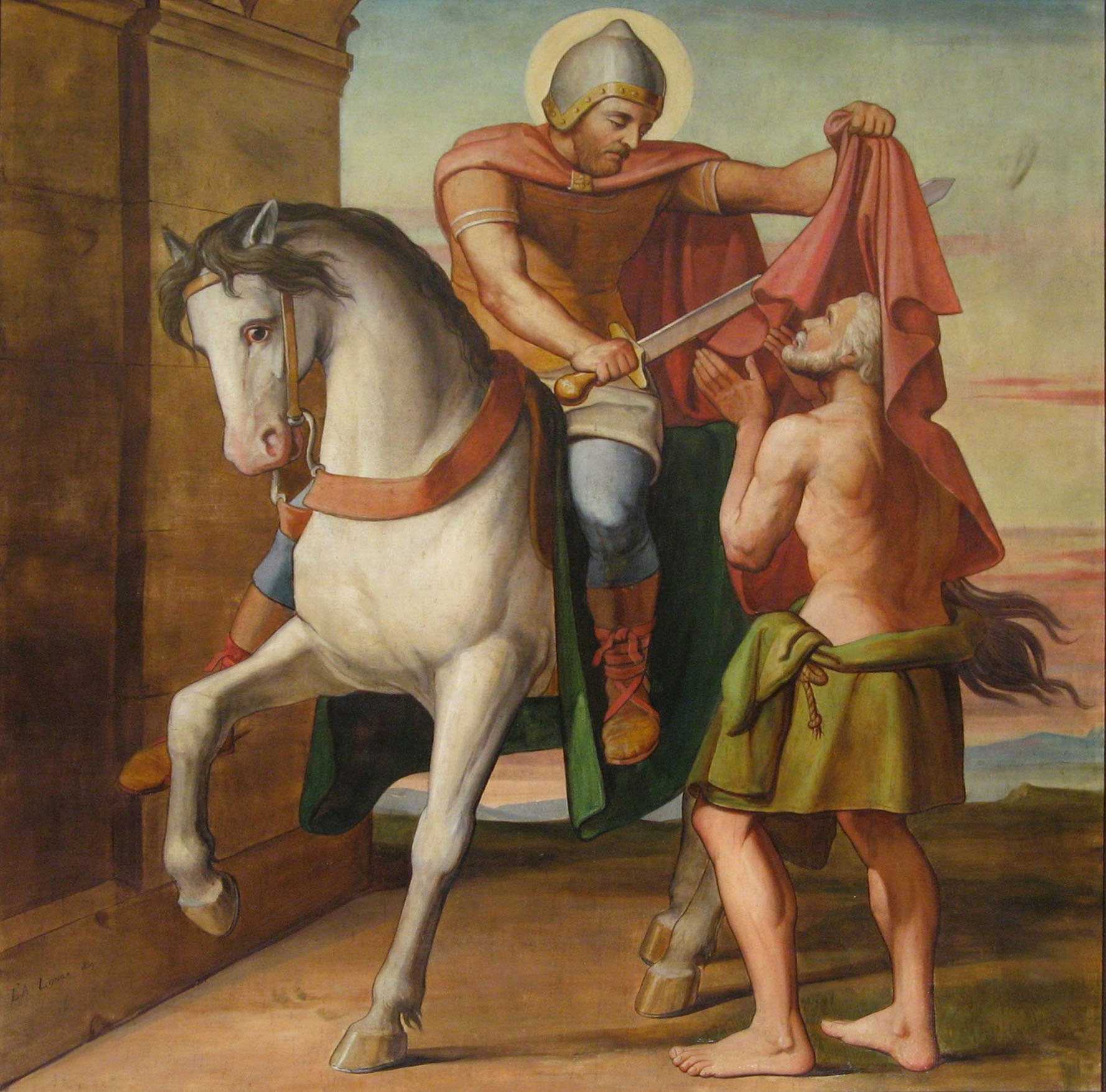
San Martín de Tours, por Louis Anselme Longa

- San Martín de Tours
- San Francisco de Asís
- Santa Isabel de Hungría
- San Julián de Cuenca
- Santo Tomás de Villanueva
- San Diego de Alcalá
- San Félix de Cantalicio
- San Pascual Baylón
- Beato Leopoldo de Alpandeire
- Fray Andresito
- San Vicente de Paúl